# Sandy Lake
Sandy Lake é um distrito localizado no estado norte-americano de Pensilvânia, no Condado de Mercer.

## Demografia
Segundo o censo norte-americano de 2000, a sua população era de 743 habitantes.
Em 2006, foi estimada uma população de 712, um decréscimo de 31 (-4.2%).

## Geografia
De acordo com o United States Census Bureau, tem uma área de
2,1 km², dos quais 2,1 km² cobertos por terra e 0,0 km² cobertos por água. Sandy Lake localiza-se a aproximadamente 359 m acima do nível do mar.

## Localidades na vizinhança
O diagrama seguinte representa as localidades num raio de 16 km ao redor de Sandy Lake.